# Mouse Guard
Mouse Guard, és un còmic americà on el creador, guionista i dibuixant és David Petersen.

## Tardor 1152
És el primer d'un total d'una sèrie de tres còmics.
En una terra tranquil·la, on el temps passa pausat i la brisa fa cantar les fulles dels grans arbres, els ratolins viuen plàcidament en els seus territoris. Els guardians (Mouse Guards), comandats per la matriarca Gwendolyn, conserven aquest estatus i protegeixen a comerciants i viatgers de llops, mosteles i altres feres salvatges. Però la pau en una terra ve i se'n va com la marejada, i la tardor de l'any 1152 serà recordada pels escribes ratolins i per tots els seus pacífics i honrats vilatans com una època fosca: la del terror de l'exèrcit de la Destral Negra.

## Hivern 1152
És el segon d'un total d'una sèrie de tres còmics.
Després de l'intent de rebel·lió que en Midnight va encapçalar la passada tardor, l'hivern es presenta fred i gelador per a la Guàrdia Ratolí, obligats a buscar i assegurar les provisions necessàries per a alimentar tots els ratolins lliures que viuen sota la seva protecció. Saxon, Kenzie, Lieam, Sadie i el vell campió Celanawe es dirigeixen cap a altres ciutats en missió diplomàtica a través de perillosos camins nevats. Però els depredadors afamats, els perills de la neu i el gel i un llarg i imprevisible camí a través d'un antic cau de mosteles posaran a prova al millor equip de la Guàrdia Ratolí. L'hivern de 1152 serà recordat com un en el que no tots els guardians van ser capaços de sobreviure...

## En Destral Negra
És el tercer d'un total d'una sèrie de tres còmics.